# Hou Yifan
En aquest nom xinès, el cognom és Hou.
Hou Yifan (Xinès simplificat: 侯逸凡, pinyin: Hóu Yì Fán, nascuda el 27 de febrer de 1994, a Xinghua, Taizhou (Jiangsu), Xina) és una jugadora d'escacs xinesa, nena prodigi dels escacs. Ha estat tres cops Campiona del món femenina, la més jove de la història, i també la més jove jugadora (femenina) de la història en haver obtingut el títol de Gran Mestre absolut.
Als 12 anys, va esdevenir la jugadora més jove a participar en un Campionat del món d'escacs femení (a Iekaterinburg, 2006) i a les Olimpíades d'escacs (a Torí, la 37a Olimpíada d'escacs, 2006). El juny de 2007, va esdevenir la Campiona femenina de la Xina més jove de la història.
Va assolir el títol de Mestre de la FIDE Femení el gener de 2004, el de Gran Mestre Femení (WGM) el gener de 2007, el de Mestre Internacional el setembre de 2008, en arribar a la final del Campionat del món femení. El 2010, va esdevenir la campiona mundial més jove de la història (homes i dones) en guanyar el Campionat del món femení de 2010 a Antioquia (Turquia) amb 16 anys.
A la llista d'Elo de la FIDE del juny de 2020 hi tenia un Elo de 2658 punts, cosa que en feia la jugadora número 1 (en actiu) de la Xina, la número 1 femenina mundial, i el jugador número 9 en actiu (absolut) de la Xina. El seu màxim Elo va ser de 2686 punts, a la llista de març de 2015 (posició 72 al rànquing mundial absolut).

## Resultats destacats en competició
El 2003 es proclamà Campiona del món femenina Sub-10 a Halkidiki.
El 2011, com a Campiona del món regnant, aconseguí de defensar el títol al Campionat del món femení de 2011, a les darreries del 2011, en un matx contra l'aspirant Humpy Koneru. Koneru es va classificar per la final tot vencent, el març de 2011 al FIDE Women Grand Prix de Doha.
Entre l'agost i el setembre de 2011 participà en la Copa del món de 2011, a Khanti-Mansisk, un torneig del cicle classificatori pel Campionat del món de 2013, tot i que fou eliminada en primera ronda per Serguei Movsessian (0-2).
El 2012, empatà al segon lloc a l'Obert de Reykjavik (el campió fou Fabiano Caruana).
L'octubre de 2015 fou campiona del Gran Prix de Mònaco amb 8½ punts de 10, amb un clar avantatge d'un punt i mig a la segona classificada Humpy Koneru.
La seva victòria al Grand Prix de la FIDE femení 2013-2014, li donà dret a enfrontar-se en el matx del Campionat del món femení de 2016 contra la vigent campiona del món Maria Muzitxuk. El matx tingué lloc a Lviv (Ucraïna), entre l'1 i el 18 de març de 2016. Després de nou de les deu partides, Yifan guanyà el matx per 6 a 3 i va recuperar així el títol.
El 2016, tot i que era la jugadora amb millor rànquing mundial del moment, i la campiona del món regnant, va decidir no participar al cicle pel Campionat del món d'escacs femení de 2017 a causa del seu desacord amb la FIDE pel sistema de competició.